# 1 Pedro 3

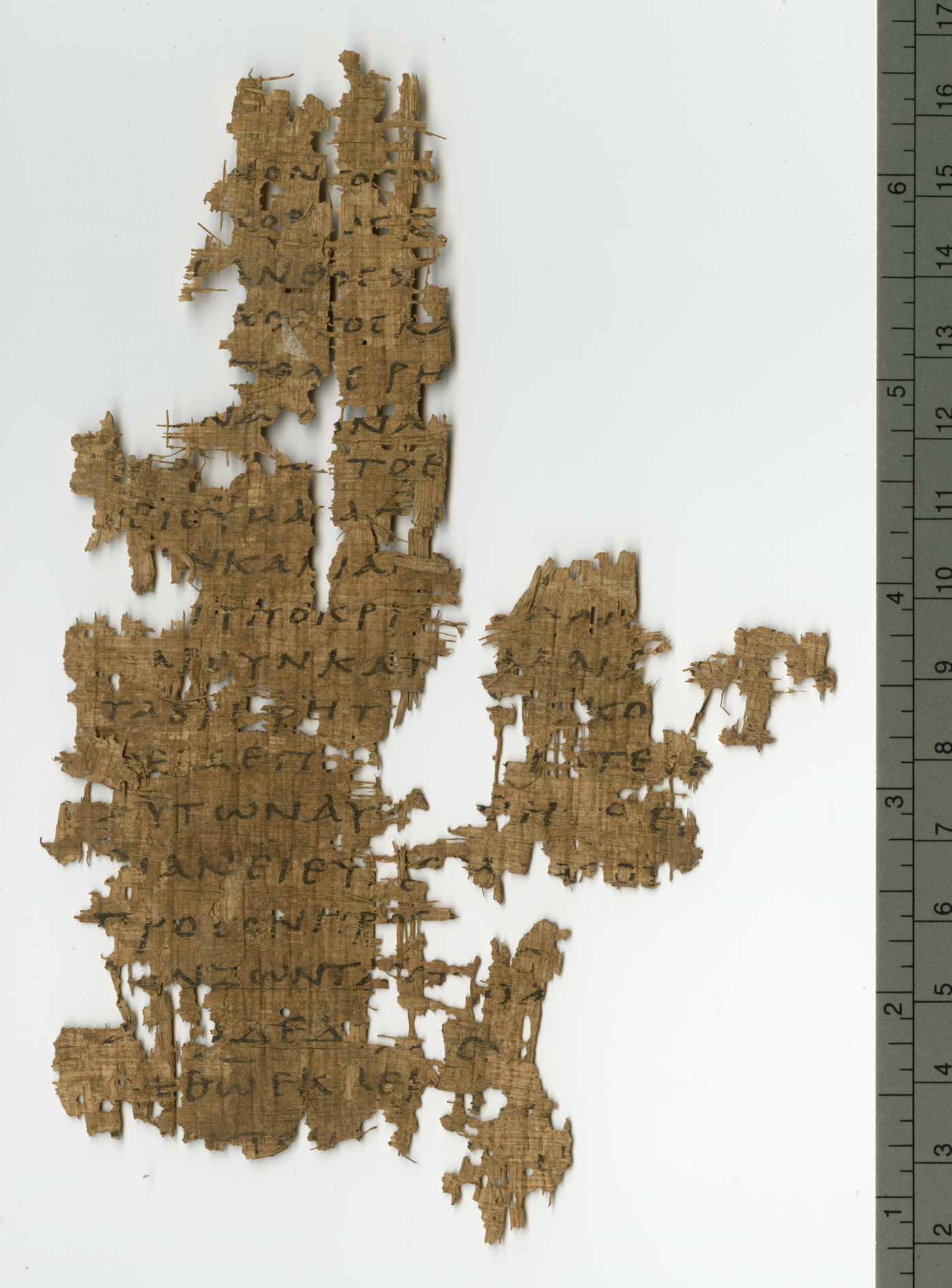
Extracto de la Primera Epístola de Pedro en el Papiro 125.

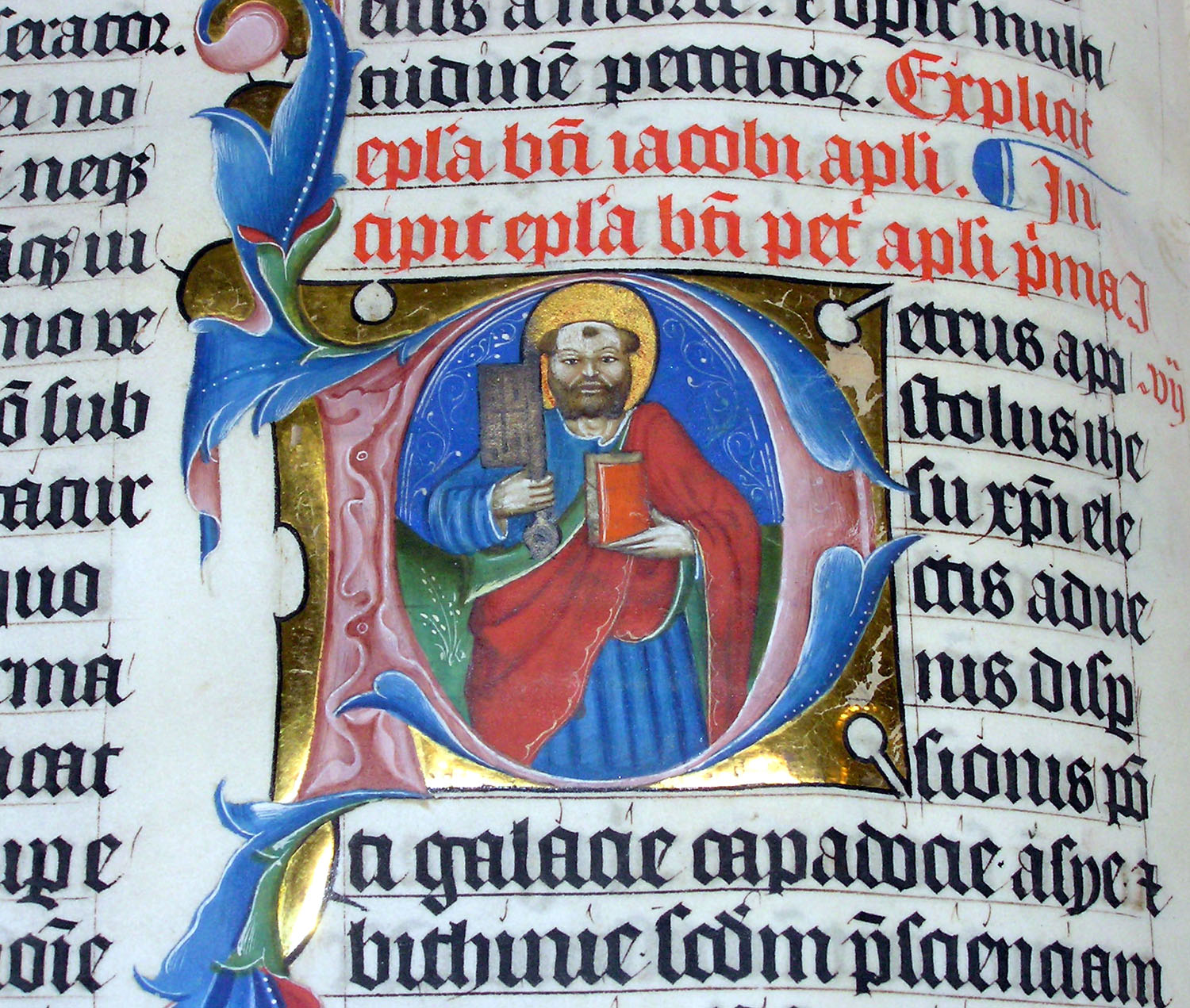
Letra capital de la Primera epístola de Pedro en una biblia latina del año 1407 que se conserva en la Abadía de Malmesbury, de Wiltshire (Sudoeste de Inglaterra). Es un Manuscrito belga, obra de Gerard Brils, para lectura en voz alta en ámbito monacal.

1 Pedro 3 es el tercer capítulo de un libro de la Biblia llamado la Primera Epístola de Pedro, cuyo autor es el Apóstol Pedro, uno de los discípulos de Jesús, y que forma parte del Nuevo Testamento de la Biblia.
Aunque está dirigida en principio a los judíos dispersos en el mundo, muchos estudiosos interpretan esto como una metáfora que se refiere a los cristianos considerados como "exiliados" del Reino Celestial, es decir, creyentes que viven en el mundo pero cuya verdadera patria es espiritual. 

## Texto
- La carta original fue escrita en griego koiné.
- Algunos de los manuscritos antiguos más antiguos que contienen este capítulo en griego incluyen:
  - Papiro 72 (siglo III/IV d. C.).
  - Papiro 81 (siglo IV de nuestra era; conserva: versículos 1, 4-12).
  - Códice Vaticano (~325-350 M)
  - Códice Sinaítico (~330-360 M)
  - Codex Alexandrinus (~400-440 M)
  - Codex Ephraemi Rescriptus (~450 d. C.; completo)
  - Papiro 74 (siglo VII d. C.; se conservan: versículos 4-5)
- Este capítulo se divide en 22 versículos.

## Estrutura
I. Posición y deberes de los creyentes (continuación de 1 Pedro 2)
1. Deberes en el hogar cristiano (continuación de 1 Pedro 2)
a) De la esposa: ser pura y adornarse con virtudes espirituales, v. 1-6
b) Del marido: tratar a su mujer con consideración, v. 7
c) De todos: ser amorosos, compasivos, amables, atentos y misericordiosos, v. 8,9
d) De recordar que la larga vida y la respuesta a las oraciones se prometen a quienes controlan su lengua, abandonan el mal, hacen el bien y viven en paz, vv. 10-13
II. Instrucciones y aliento sobre el sufrimiento
1. El sufrimiento por causa de la justicia es motivo de alegría, no de temor, pero el cristiano debe estar dispuesto a dar testimonio de su experiencia cristiana y vivir una vida irreprochable, vv. 14-17.
2. El ejemplo del sufrimiento vicario de Cristo, su obra espiritual y su exaltación, v. 18-22

## Conenido
- Ejemplares en la vida cristiana. Versículos 1-7
- Amarse como hermanos. Versículos 8-12.
- Bienaventurado el que sufre injustamente. Versículos 13-17
- Padecimientos y glorificación de Cristo. Versículos 18-22

La Nueva Traducción (TB) divide estos artículos de la siguiente forma:
- 1 Pedro 3:1–7 = Vivir juntos como esposo y esposa
- 1 Pedro 3:8–12 = Amor y paz
- 1 Pedro 3:13–22 = Sufrir pacientemente